# Fucking Money Man
Fucking Money Man es el primer extended play (EP) de la cantante española Rosalía, donde se encuentra el primer sencillo en el que utiliza el catalán. El tema, publicado el 3 de julio de 2019, incluye dos partes: «Milionària», su primera canción inspirada en la rumba catalana y en catalán, y «Dios nos libre del dinero», cercana al flamenco de raíz pop y en español. La canción pretende reflexionar sobre el capitalismo. Las dos partes de la canción están producidas por el Guincho, colaborador habitual de la cantante. El videoclip está dirigido por Bárbara Farré con la dirección creativa de Los ganglios & Pili y Rosalía.

## Canciones

### Milionària
Milionària (millonaria) es el primer tema que Rosalía ha compuesto en catalán y la primera canción inspirada en la rumba catalana. La letra es una apología irónica del dinero, donde Rosalía dice que ha nacido para ser millonaria, para comprarse un Bentley o tener un leopardo en casa, con los códigos actuales de la música urbana, jugando entre la ironía y la realidad. Pide tener los museos abiertos solo por ella "que me cierren el Louvre y el Macba", y que tiene una isla con su nombre y un chico que le abre los regalos de Navidad.
El videoclip comienza con Rosalía pronunciando su nombre en catalán. Después, entre sonrisas falsas, con una estética entre kitsch y de la década de 1990, aparece un teléfono sobreimpreso en la pantalla y la cantante participa en un concurso donde entra en una caja de cristal llena de dinero, pone las manos en una pecera con tarántulas y billetes o gira una rueda de la fortuna. El vídeo está inspirado en concursos como El precio justo o La ruleta de la fortuna. El tema generó una polémica lingüística por la inclusión de algunos barbarismos como 'cumpleanys' y 'botelles'.

### Dio$ no$ libre del dinero
Dio$ no$ libre del dinero es la segunda parte del EP, ahora en español, donde canta "millones ardiendo, billetes llorando, que dios nos libre del dinero", a los que califica de "veneno". En el videoclip, esta parte es radicalmente diferente; los colores vivos y la desazón cromática pasa a los claroscuros y la simplicidad visual, con Rosalía cantando en un anillo de fuego ante un decorado de columnas neoclásicas mientras llueven billetes.

## Interpretación
La cantante comenzó a escribir la canción esperando en el aeropuerto de Sevilla y la terminó en Barcelona. «Un día quieres ser millonaria y al día siguiente lo quieres quemar todo. En realidad, ¿qué importancia tiene el dinero? Me parece tan puro buscarlo como renegar de ello y creo que todos hemos sentido amor-odio hacia el dinero en alguna ocasión», escribió.
La misma mañana del lanzamiento del vídeo publicó un anuncio en página completa del diario El País con "Fucking Money Man", en una —al menos aparente— crítica al capitalismo que algunos medios interpretaron simplemente como una manera de generar polémica.

## Recepción
El medio Pitchfork nombró el tema como la Mejor nueva pista tres horas después de su lanzamiento. Decía que las dos pistas funcionaban "como una pareja inextricable, una cara A y una cara B, un ying y un yang, un magnate y un bolchevique", explicando que la primera parte es irónica con un ritmo deliberadamente incómodo, y la segunda es  melancólica.  En el mismo sentido se expresa Stereogum, que apunta a que se trata de la última versión visual del "pop futurista barcelonés".
La canción en catalán generó un intenso debate en las redes sociales y despertó interés por la lengua. Tras la publicación de la canción el Consorcio de normalización lingüística, tal y como explicó la directora, Ester Franquesa, recibió mensajes de varios lugares interesándose por aprender el catalán. Entidades como Omnium Cultural agradecieron el uso del catalán a la artista. Artistas catalanes como Oques Grasses hicieron las primeras versiones de la canción. Restando importancia a los barbarismos, expertos lingüistas catalanes se mostraron satisfechos con el uso del catalán.